# LibriVox
LibriVox es una biblioteca digital gratuita en línea de audiolibros en dominio público. Los lectores graban su propia lectura en voz alta, creando así el audiolibro, y son siempre voluntarios procedentes de distintas partes del mundo. 
En febrero de 2023 había 42.919 audiolibros disponibles para su escucha y descarga. En febrero de 2019 había 13.448 audiolibros disponibles para su escucha y descarga. El 90% de la colección de grabaciones están en inglés, aunque LibriVox  produce también audiolibros en 36 lenguas. Había alrededor de 875 textos en español en septiembre de 2024.

## Proceso de producción
LibriVox está dirigido, gestionado y producido por voluntarios, en un sitio web  de contenido libre (dominio público), operado con software de código abierto. LibriVox no tiene fondos propios ni estatuto de persona jurídica. La gestión del proyecto se realiza simplemente en un foro de Internet, mantenido por un equipo de administradores que también mantiene el catálogo de las obras ya completadas.
Los voluntarios nuevos pueden elegir un proyecto nuevo o ya empezado por otros, hacerlo todo por sí mismos o solo una parte, e invitar a otros a colaborar. Una vez que la o el voluntario ha grabado su contribución, esta es subida al sitio y posteriormente verificada por otros miembros de la comunidad LibriVox, antes de su publicación final una vez que el audiolibro está completo.

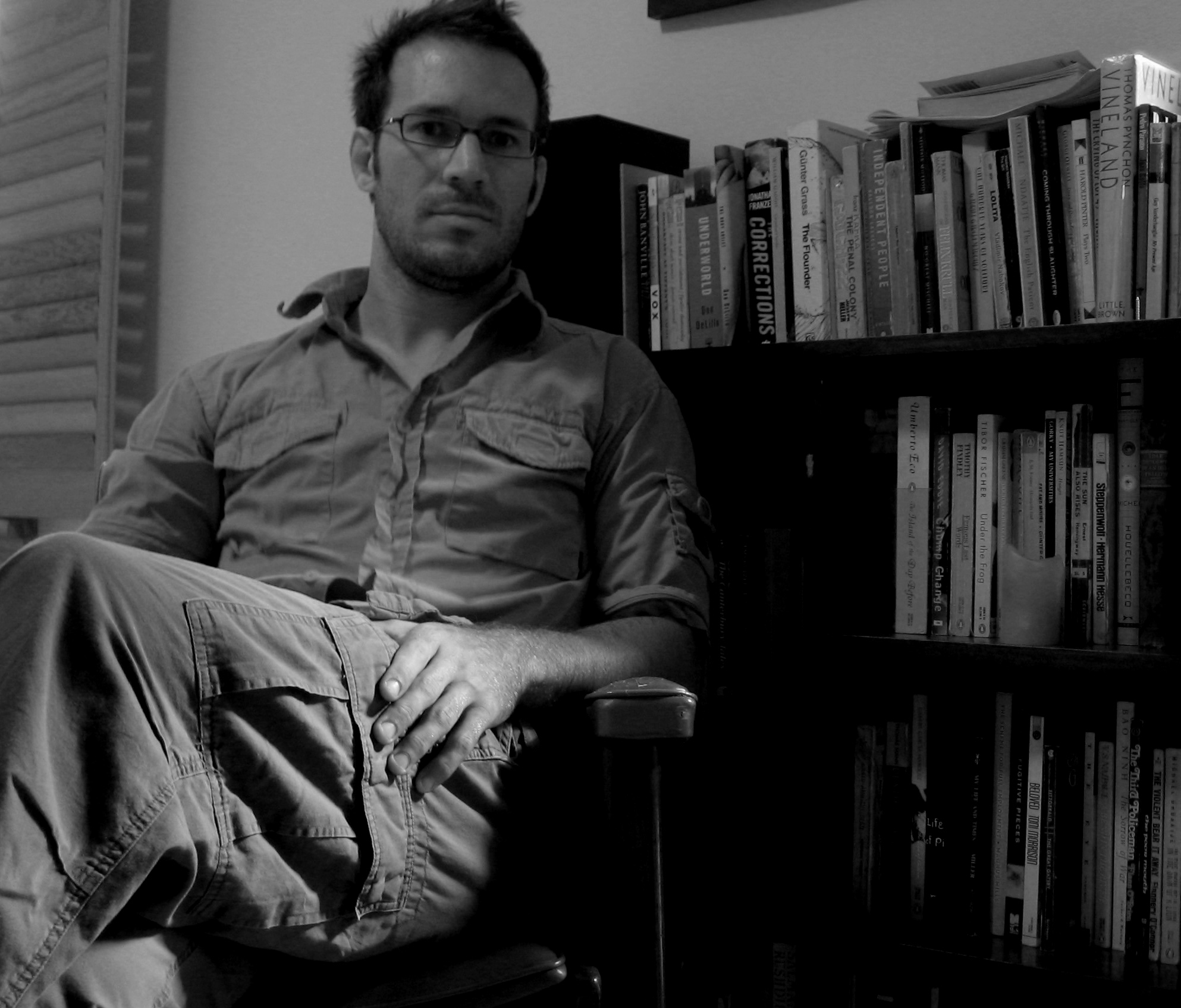
Hugh McGuire, fundador de LibriVox.

Los libros terminados están disponibles en el sitio de LibriVox en formatos MP3, y Ogg Vorbis, y están almacenados en el Internet Archive. Hay grabaciones disponibles también en otros formatos o sistemas, como iTunes. Las grabaciones son libres de derechos de autor y de copia, y son frecuentemente también redistribuidas independientemente de LibriVox  en otros sitios y medios en Internet (incluyendo YouTube, otros sitios web, etc.).

## Contenido
LibriVox solo graba contenido que está en el dominio público en EE. UU. En muchas ocasiones los textos que están en dominio público en EE. UU. también lo están en otros países, aunque no siempre sea así. El objetivo final del proyecto es «grabar en audio todos los libros que estén en el dominio público y poner esas grabaciones gratuitamente a disposición de cualquiera en Internet».
LibriVox alberga grabaciones en más de 30 idiomas. La ficha de cada audiolibro también incluye un enlace al texto escrito a partir del cual se ha hecho la grabación de la lectura, lo que lo hace una herramienta útil también para el aprendizaje de idiomas al poder combinar audio y texto.

## Reputación
LibriVox recibe el apoyo del Internet Archive y del Proyecto Gutenberg. Mike Linksvayer, vicepresidente de Creative Commons, la describió como «tal vez el más interesante proyecto cultural colaborativo, junto a Wikipedia».
El lema de su iniciador Hugh McGuire es la liberación en audio de los libros en dominio público. El proyecto se inició en 2005.
LibriVox es uno de los más grandes productores y difusores de audiolibros en el mundo por el número de sus publicaciones, por el estatus de clásicos de la gran mayoría de sus producciones, por el rango de lenguas de sus producciones, por el número de visitas, y por su gratuidad, con una historia de 14 años alcanzada en 2019.

### Críticas
Se encuentran comentarios a veces negativos sobre la calidad de las grabaciones de LibriVox, ya que su política es publicar trabajos que sean entendibles, fiel al texto escrito y cumpliendo una fase de verificación antes de su publicación. Existen sistemas de control de la calidad durante la producción (como la verificación de las grabaciones por segundas personas) antes de la publicación. Hay audiolibros con secciones narradas en acentos no nativos u otros aspectos que se pueden considerar como imperfecciones comparadas con grabaciones comerciales. Al ser el trabajo realizado por voluntarios, hay también versiones del mismo libro grabadas por distintos voluntarios, aunque esto no es necesariamente un defecto, sino que proporciona una mayor posibilidad de elección. Hay muchos voluntarios que son actores o tienen experiencia profesional en declamación o de radio o televisión y sus grabaciones son de calidad profesional.[cita requerida]